# Alice Socal

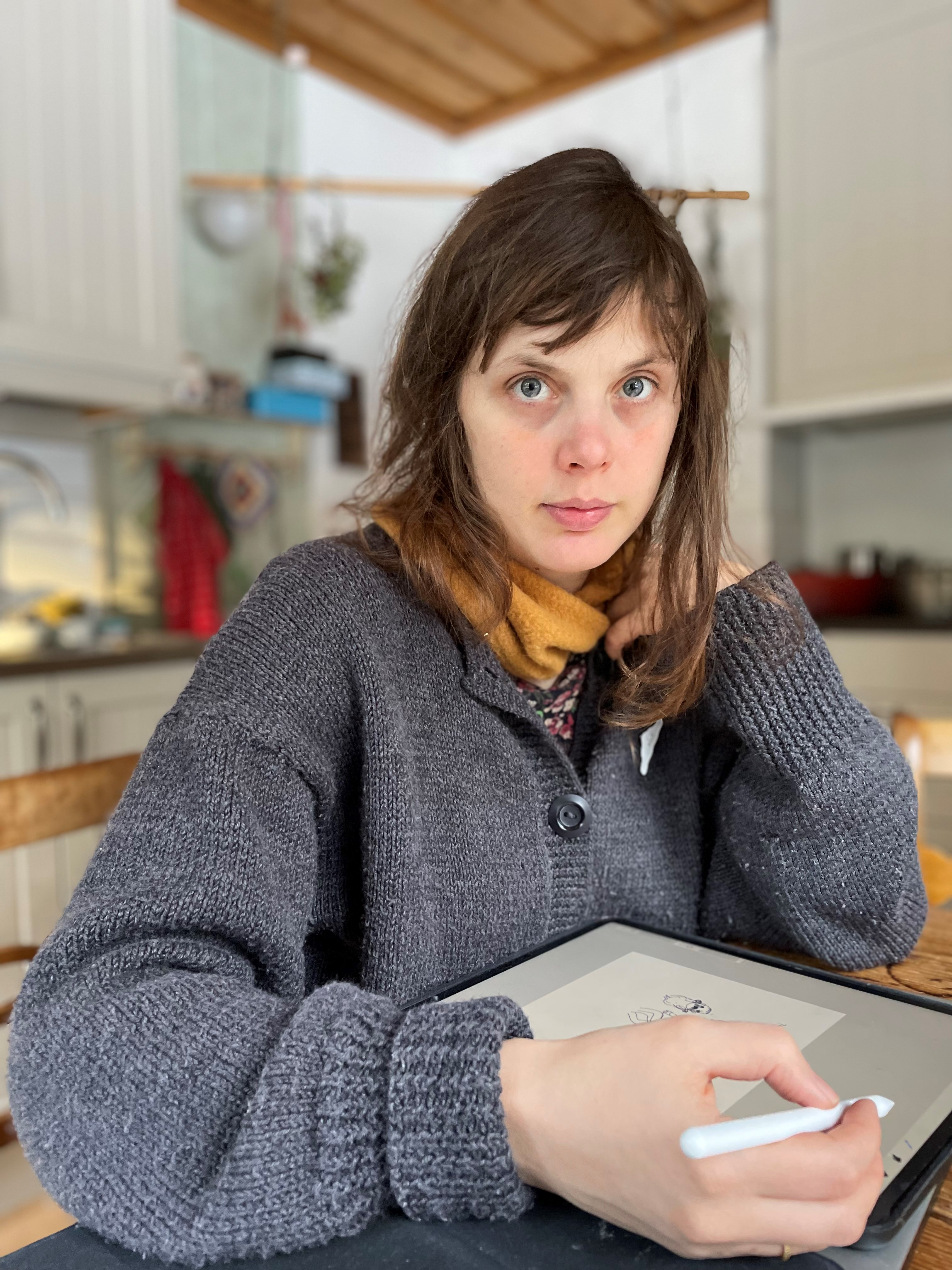
Alice Socal

Alice Socal (* 1986 in Mestre) ist eine italienische Comic-Künstlerin und Illustratorin.

## Leben
Alice Socal wurde 1986 in Mestre, einem Stadtteil von Venedig, geboren. Socal studierte Illustration; sie begann ihr Studium an der Accademia di Belle Arti di Bologna und beendete dieses an der Hochschule für Angewandte Wissenschaften Hamburg bei Anke Feuchtenberger und Stefano Ricci.
Seit 2012 arbeitet Socal als freiberufliche Illustratorin und Comiczeichnerin und veröffentlichte seither verschiedene Beiträge in Comic-Anthologien wie š!, Spring und Two Fast Colour. Ihr erstes Comic Luke brachte die Künstlerin 2011 beim italienischen Verlag G.I.U.D.A. heraus. Die italienische Ausgabe ihres zweiten Werks Sandro erschien 2015 bei Eris Edizioni, die deutsche Übersetzung von Cordula Patzig veröffentlichte Rotopol im Jahr 2016. Der sensible Träumer Pallas, der Name geht auf den deutschen Chirurgen und Hochschullehrer Simon Pallas zurück, hat im Alter von 26 Jahren seine Rolle in der Welt der Erwachsenen noch nicht gefunden. Pallas imaginärer Kindheitsfreund Sandro ist bei der Suche nach seinem Platz im Leben mehr Hindernis als Hilfe. Gerade dann, wenn Pallas dabei ist, einen Schritt in die Erwachsenenwelt zu machen, meldet sich Sandro zu Wort. Socals nächster Comic Cry Me a River kam 2017 auf den Markt. Die italienische Ausgabe erschien bei Coconino Press, die deutsche Veröffentlichung brachte ebenfalls Rotopol im gleichen Jahr heraus. Sie erzählt darin die Geschichte eines im Ausland lebenden Paares, das sich auseinander lebt. In einem dem Paar unbekannten Dorf passen die zwei auf den Hund einer Tante auf und realisieren in dieser Zeit, dass ihre Beziehung nicht mehr funktioniert.
Alice Socal lebte und arbeitete für einige Zeit in Hamburg, 2018 ließ sie sich mit ihrer Familie in Berlin nieder.

## Veröffentlichungen (Auswahl)
- Spring #10: ABC of Tragedy. Comic-Anthologie mit einem Beitrag unter anderem von Alice Socal, Mairisch Verlag, Hamburg 2013, 250 Seiten, dreifarbig, ISBN 978-3-981-5384-1-0.
- Sandro. Rotopol, Kassel 2016, 120 Seiten, zweifarbig, Broschur mit Fadenheftung, ISBN 978-3-940304-99-5.
- Cry Me a River. Rotopol, Kassel 2017, 136 Seiten, schwarz-weiß, Broschur mit Fadenheftung, ISBN 978-3-940304-24-7.
- il fratello di jürgen zusammen mit Alessandro Romeo. Canicola, Bologna 2017, 24 Seiten, schwarz-weiß, ISBN 978-88-99524-21-0.
- Pink Donkey. In š! #34: Redrawing Stories from the Past II, Kuš!, Riga 2019, farbig, 248 Seiten, ISBN 978-9934-581-07-6.
- Junior (mini kuš! #75). Kuš!, Riga 2019, 28 Seiten, farbig, Rückendrahtheftung, ISBN 978-9934-581-08-3.
- Wie lange noch. Rotopol, Kassel 2022, farbig, 124 Seiten, ISBN 978-3-96451-034-1.

## Kritiken und Auszeichnungen
In Die Tageszeitung stellt Benno Schirrmeister fest, dass Sandro völlig zu Unrecht von der Kritik übersehen wurde. Socal breche mit zeichnerischen und erzählerischen Konventionen und wie sie dabei mit bewusst unbeholfenem Strich „räumliche, zeitliche, reale und geträumte Dimensionen ineinander verkeilt [...], das kann man nicht übersehen“. Oliver Ristau lobt im Tagesspiegel bereits Socals deutsches Comicdebüt Sandro für dessen souveräne Bildgestaltung, im nachfolgenden Werk Cry Me a River gelinge ihr dies noch besser. Die graphische Inszenierung erreiche ein Niveau, das „durchaus beeindruckt“. Auch die von Socal erzählte Geschichte und ihre Fähigkeiten als Autorin könnten überzeugen. Sonja Eismann beschreibt im Missy Magazine, die Entfremdung des Paares in Cry Me a River werde von „LSD-artigen Erscheinungen, fantastisch-unheimlichen Träumen sowie merkwürdigen Zusammentreffen begleitet“. Die Frau, die die Trennung nicht akzeptieren kann, sieht zum Beispiel einen fröhlichen Wurm, der aus einer Müslipackung hervorschlüpft. Ihre Tränen fängt die Frau in einer Wasserflasche auf, um damit die Pflanzen im Haus zu gießen. Wie bereits in Sandro schere sich die Comic-Künstlerin nicht um „Plausibilität, stringente Narration oder klassische Charakterstudien“. Stattdessen nutze Socal die Freiheiten des Mediums Comic durch konstante Wechsel zwischen „Erzählperspektiven, Realismus und Fantasy, trauriger Nüchternheit und panelsprengendem Rausch“ voll aus.
2017 wurde Socal für Cry Me a River mit dem Rudolph-Dirks-Award in der Kategorie „Romance / Liebesgeschichte“ ausgezeichnet.

## Ausstellungen
Im Rahmen des Nextcomic-Festival Linz waren im März 2016 Bilder von Socal im Atelierhaus Salzamt unter dem Titel Kristallin #31 ausgestellt. Socal lebte und arbeitete von Februar bis März 2016 als „Artist in Residence“ im Atelierhaus Salzamt. Es wurden ebenfalls Werke präsentiert, die während dieser Zeit entstanden sind. Außerdem stellte die Zeichnerin ihr zu der Zeit aktuelles Werk Sandro vor. Socal teilte sich die Ausstellung mit dem britischen Comiczeichner Joe Kessler. Im gleichen Jahr präsentierte die Künstlerin ihr Werk Sandro beim zehnten Comic Festival Hamburg. Im September 2017 war Socal eine von vier Comic-Künstlern, die beim VII. Internationalen Graphic-Novel-Salon in Hamburg im Istituto Italiano di Cultura eingeladen waren. Socal stellte dabei auch ihren Comic Cry Me a River vor.
Die Galerie Neurotitan zeigte von März bis April 2019 die Ausstellung Redrawing Stories from the Past: Escape and Migration in Berlin. Dabei handelt es sich um eine Fortsetzung des Projektes, das bereits 2015 mit ersten Geschichten und Ausstellungen startete. Im Jahr 2019 wurden Zeichnungen von Lina Itagaki aus Litauen, Emilie Josso aus Frankreich, Julia Kluge aus Deutschland und Alice Socal präsentiert. Die gezeigten Bilder und Geschichten behandeln die Themen Flucht und Migration als Folge des Nationalsozialismus. Die Comicerzählungen zeichnen die Fluchtrouten von vier Personen nach (Perla Frankel, Jonasz Blitt, Philipp Schwartz und Heinz Skall), die als Juden vor den Nationalsozialisten fliehen mussten. Socal erzählt in ihrem Beitrag Pink Donkeys die Geschichte von Heinz Skall. Dieser wurde 1935 in das Konzentrationslager Campagna in Italien geschickt. Im Gegensatz zu seiner restlichen Familie überlebte Skall den Nationalsozialismus. Sämtliche Beiträge der Künstlerinnen basieren auf historischen Dokumenten, die eigens für das Projekt recherchiert wurden. Die vier Comiczeichnerinnen wurden dabei über ein Jahr lang von Sascha Hommer und dem Historiker Ole Frahm unterstützt. Das Projekt wurde durch die Bundeszentrale für politische Bildung und das Goethe-Institut gefördert. Die Geschichten erschienen ebenfalls 2019 in der Comic-Anthologie š! #34: Redrawing Stories from the Past II. Bereits 2015 erschienen in š! #23: Redrawing Stories from the Past die Geschichten der ersten Projektphase.